# 우노키 후미야
우노키 후미야(일본어: 鵜木 郁哉, 2001년 7월 4일~)는 일본의 축구 선수이다.

## 구단 경력
그는 2019년 J2리그의 가시와 레이솔에 입단했다. 2019년 J2리그 우승으로 J1리그로 승격했다. 2020년에 J리그컵 준우승. 2022년 8월 J2리그의 미토 홀리호크로 임대 이적했다. 2023년 가시와 레이솔로 복귀했다. 2025년 J2리그의 이와키 FC로 이적했다.